# Duffy
Duffy, właśc. Aimee Anne Duffy (ur. 23 czerwca 1984 w Bangor w hrabstwie Gwynedd) – walijska piosenkarka soulowo-popowa.
Jest laureatką Nagrody Grammy w kategorii Best Pop Vocal Album za album Rockferry (2009) i zdobywczynią dwóch nominacji.

## Życiorys

### Dzieciństwo
Wychowywała się w Walii na półwyspie Llelyn, wraz z siostrą bliźniaczką Kate. Gdy miała 10 lat jej rodzice rozwiedli się. Wraz z mamą i siostrami przeniosła się do Pembrokeshire, a ojciec John Duffy pozostał w Nefyn. Jej zainteresowanie muzyką zostało zainspirowane kasetą ojca z nagraniem rockowego programu telewizyjnego Ready Steady Go! z lat 60. W wieku 15 lat Duffy powróciła do Nefyn i zaczęła tam śpiewać w różnych lokalnych zespołach. Po nieudanym projekcie muzycznym w Szwajcarii powróciła do Walii w 2003 i zgłosiła się do Wawffactor, walijskiej alternatywy Idola. Była typowana do zwycięstwa, jednak zajęła w końcu 2. miejsce, przegrywając z Lisą Pedrig. Duffy została wybrana na przewodniczącą samorządu studenckiego w Coleg Meirion-Dwyfor zanim przeniosła się do University of Chester w Anglii.

### 2004–2007: Kariera

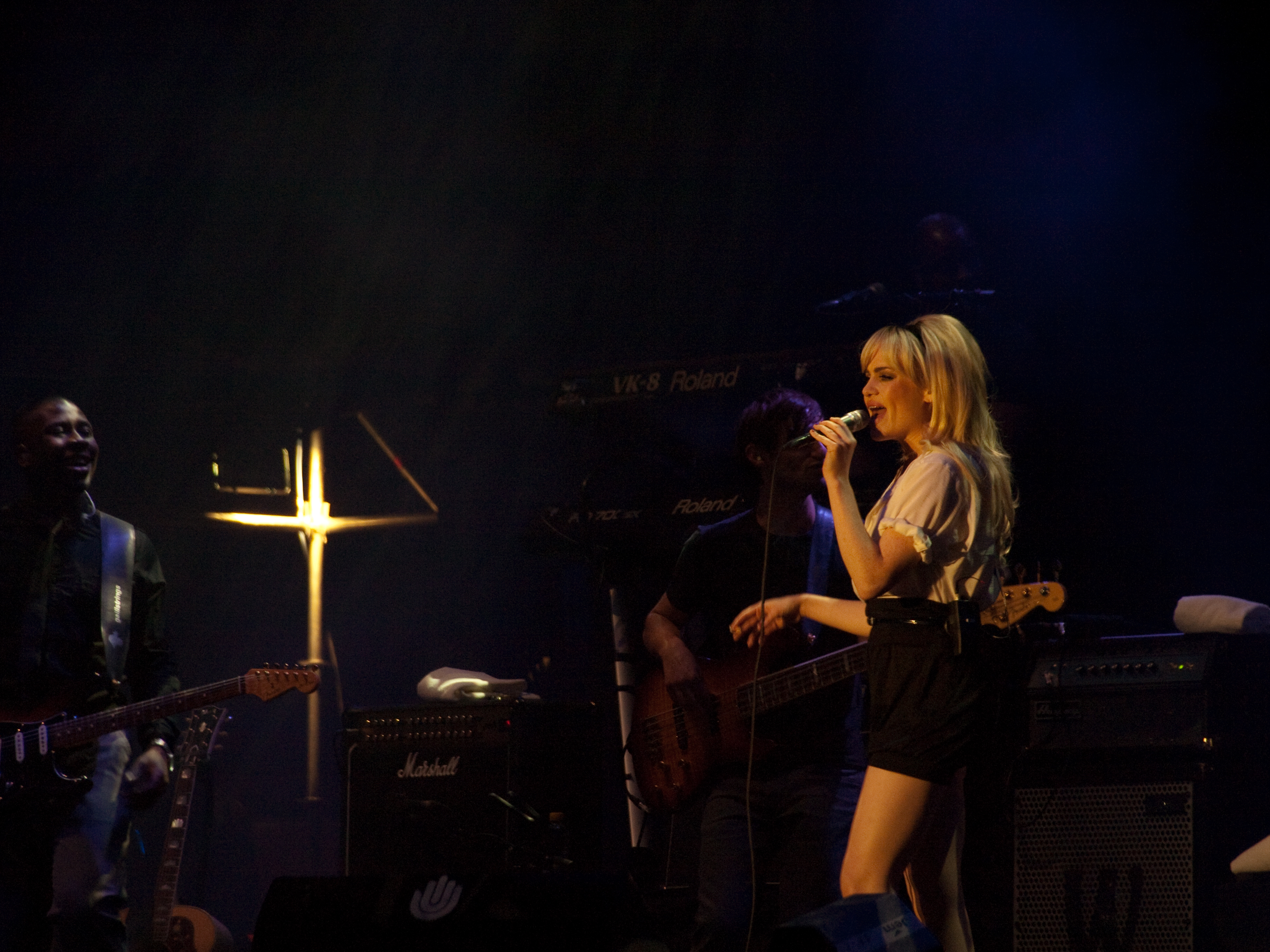
Duffy w trakcie koncertu (2009)

W 2004 nagrała 3-utworowe EP w języku walijskim, a także pojawiła się w dwóch utworach Mint Royale z płyty See You in the Morning. Pracowała wówczas jako kelnerka i w rybołówstwie. W sierpniu 2004 Owen Powell z zespołu Catatonia i Richard Parfitt z 60ft Dolls zapoznali Duffy z Jeanette Lee, menedżerką i współwłaścicielką Rough Trade Records. Lee przeniosła Duffy do Crouch End w Londynie i zorganizowała spotkanie z Bernardem Butlerem, byłym gitarzystą Suede. Pomógł on jej później w pisaniu piosenek i w stworzeniu nowego brzmienia retro. W 2007 podpisała kontrakt z A&M Records. 23 listopada 2007 wystąpiła w programie Later with Jools Holland w BBC Two, w wyniku czego wystąpiła także w sylwestrowym programie Hootenanny, gdzie między innymi zaśpiewała z legendarnym Eddiem Floydem.

### 2008–2009: Rockferry, Rockferry Deluxe Edition

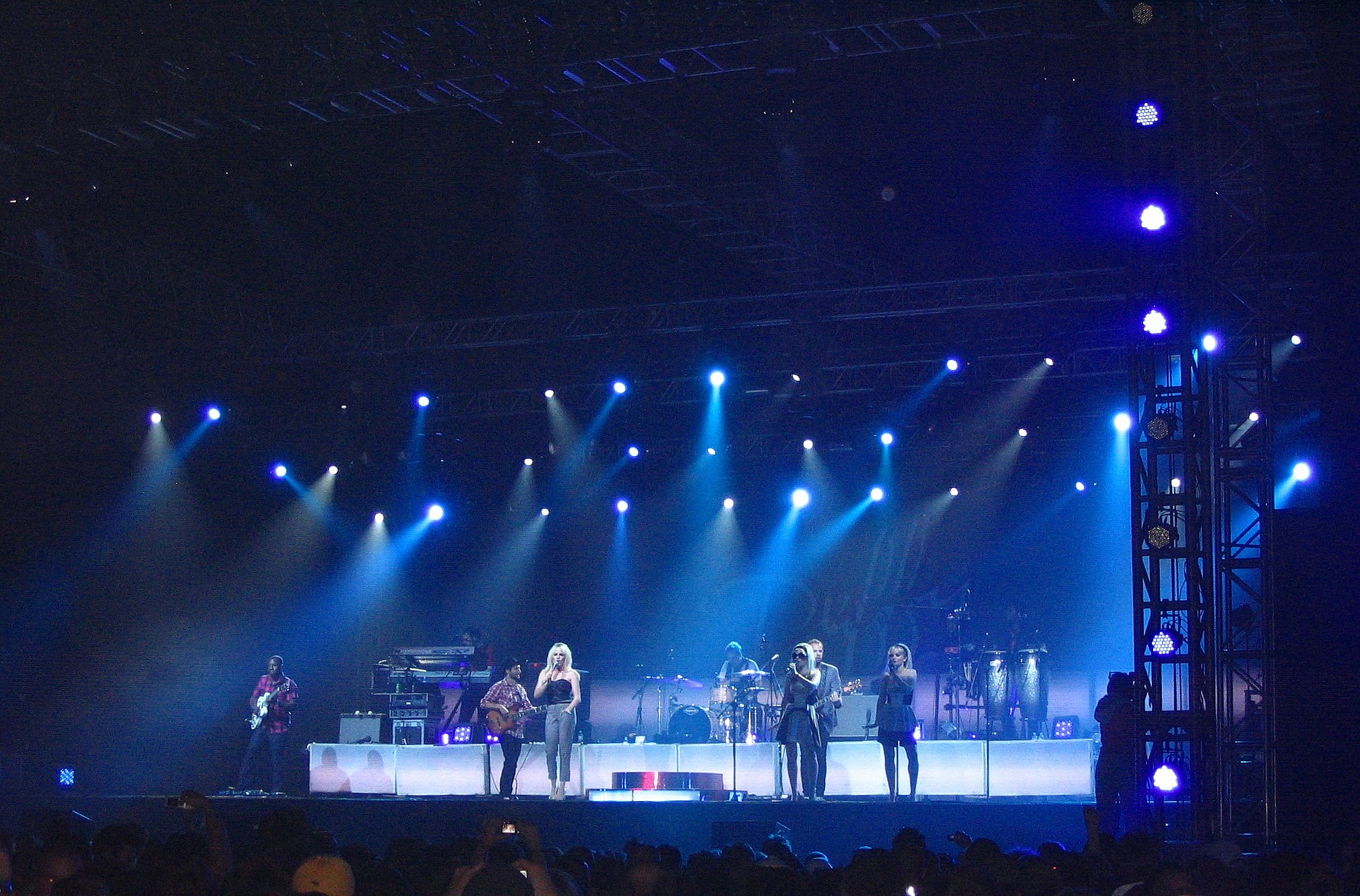
Duffy na festiwalu Heineken Open'er w Gdyni, 3 lipca 2009

Butler i jego muzyczny partner David McAlmont oraz inni muzycy utworzyli podstawę zespołu Duffy na jej debiutancki album Rockferry, który został wydany przez Polydor Records 3 marca 2008. Po wydaniu pierwszego singla "Rockferry" w listopadzie 2007, 25 lutego 2008 ukazał się kolejny singiel "Mercy", który już 17 lutego znalazł się na 1. miejscu listy UK Singles Chart. Duffy została pierwszą od 25 lat walijską wokalistką, która umieściła singel na 1. miejscu. Duffy wyjawiła, że Rockferry jest o miejscu Rock Ferry na półwyspie Wirral, gdzie mieszka jej babcia. Powiedziała także, że "Mercy" i "Stepping Stone" są autobiograficzne. "Mercy" dotyczy "wyzwolenia seksualnego" i "nierobienia czegoś, co ktoś inny chciałby żebyś zrobił", a "Stepping Stone" jest o niewyjawianiu swoich uczuć osobie w której się zakochała. 13 maja Rockferry ukazał się w USA. W lipcu album Rockferry przekroczył granicę miliona sprzedanych płyt i stał się najlepiej sprzedającym albumem w 2008 roku w Wielkiej Brytanii. Od lipca 2008 roku Duffy rozpoczęła pisanie piosenek na drugi, studyjny album i walijski piosenkarz Tom Jones wyraził chęć zaśpiewania z piosenkarką na jej drugim albumie. Duffy oraz kilku innych artystów nagrali ścieżkę dźwiękową do niezależnego filmu opowiadającego o północnej części Wielkiej Brytanii w latach 70. Film ma nosić tytuł "Souled". W sierpniu Duffy pojawiła się w czasopiśmie "Fashion Rocks Magazine" promując nową linię kosmetyków Nivea do pielęgnacji skóry. W listopadzie wytwórnia wydała piąty już singel, a zarazem pierwszy z reedycji albumu Rockferry (Rockferry Deluxe Edition). Singiel nosi nazwę "Rain on Your Parade" i piosenkarka określiła go jako piosenkę taneczną. Debiutancki album artystki znalazł się na czwartym miejscu pod względem najlepiej sprzedających się albumów w 2008 roku na świecie (i najlepiej sprzedający się w Wielkiej Brytanii). Artystka w 2009 roku dalej promowała swój debiutancki album, koncertując w Australii oraz Japonii. Duffy po raz pierwszy odwiedziła Polskę na festiwalu Heineken Open’er Festival w Gdyni, w lipcu 2009 roku. W trakcie ostatniej trasy koncertowej Britney Spears zaśpiewała piosenkę Duffy pod tytułem "I'm Scared". W 2009 roku wykorzystano piosenkę "Smoke Without Fire" w brytyjskim filmie "An Education".

### 2010: Drugi album studyjny
26 listopada 2010 roku Duffy wydała drugi album, Endlessly, utrzymany muzycznie w klimatach lat 60. Singlem promującym nowy album jest Well Well Well.
W 2020 roku przyznała, że została porwana, odurzona narkotykami i zgwałcona, co odbiło się na jej karierze muzycznej, gdyż wycofała się na pewien czas z życia publicznego.

## Dyskografia

Duffy podczas koncertu

Źródło

### Albumy
- 2008 Rockferry
- 2010 Endlessly

### Reedycje
- 2008 Rockferry Deluxe Edition

### Single
- 2007 Rockferry
- 2008 Mercy
- 2008 Warwick Avenue
- 2008 Stepping Stone
- 2008 Rain on Your Parade
- 2010 Well, Well, Well

## Członkowie zespołu
- Aimee Duffy – wokal
- Bernard Butler – gitara, pianino, instrumenty perkusyjne
- Makoto Sakamoto – perkusja
- David McAlmont – wokal
- Tobi Oyerinde – gitara
- Ayo Oyerinde – instrumenty klawiszowe
- Tom Meadows – perkusja
- Ben Epstein – gitara basowa
- Jon Green – gitara
- Josh McKenzie – instrumenty perkusyjne